# Iwan Nowosielcew
Iwan Jewgenjewicz Nowosielcew (ros. Иван Евгеньевич Новосельцев, ur. 25 sierpnia 1991 w Moskwie) – rosyjski piłkarz grający na pozycji środkowego obrońcy. Od 2021 jest zawodnikiem klubu Arsienał Tuła.

## Kariera klubowa
Swoją karierę piłkarską Nowosielcew rozpoczął w klubie FK Chimki. W 2011 roku zadebiutował w jego rezerwach w drugiej dywizji. W tym samym roku odszedł do innego klubu z tej ligi, FK Istra. Swój debiut w nim zaliczył 20 września 2011 w wygranym 2:0 domowym meczu z Tiekstilszczikiem Iwanowo. W Istrze grał do końca sezonu 2011/2012.
Latem 2012 Nowosielcew przeszedł do grającego w pierwszej dywizji, Torpeda Moskwa. Zadebiutował w nim 17 sierpnia 2012 w zremisowanym 0:0 domowym meczu z Jenisiejem Krasnojarsk. W sezonie 2013/2014 awansował z Torpedem do Premier-Ligi.
Na początku 2015 roku Nowosielcew został piłkarzem FK Rostów. W Rostowie swój debiut zanotował 8 marca 2015 w przegranym 0:1 domowym meczu z Lokomotiwem Moskwa.
Następnie Nowosielcew grał w takich klubach jak: Zenit Petersburg, Arsienał Tuła, Anży Machaczkała, ponownie FK Rostów i PFK Soczi. W 2021 wrócił do Arsienału Tuła.
| Sezon   | Klub             | Kraj  | Rozgrywki        | Mecze | Bramki |
| ------- | ---------------- | ----- | ---------------- | ----- | ------ |
| 2011/12 | FK Chimki II     | Rosja | Wtoroj diwizion  | ?     | ?      |
| 2011/12 | FK Istra         | Rosja | Wtoroj diwizion  | 17    | 0      |
| 2012/13 | Torpedo Moskwa   | Rosja | Pierwyj diwizion | 13    | 1      |
| 2013/14 | Torpedo Moskwa   | Rosja | Pierwyj diwizion | 10    | 0      |
| 2014/15 | Torpedo Moskwa   | Rosja | Premier-Liga     | 15    | 0      |
| 2014/15 | FK Rostów        | Rosja | Premier-Liga     | 11    | 0      |
| 2015/16 | FK Rostów        | Rosja | Premier-Liga     | 28    | 0      |
| 2016/17 | FK Rostów        | Rosja | Premier-Liga     | 5     | 2      |
| 2016/17 | Zenit Petersburg | Rosja | Premier-Liga     | 5     | 0      |
| 2017/18 | Arsienał Tuła    | Rosja | Premier-Liga     | 2     | 0      |
| 2018/19 | Anży Machaczkała | Rosja | Premier-Liga     | 11    | 1      |
| 2018/19 | FK Rostów        | Rosja | Premier-Liga     | 9     | 0      |
| 2019/20 | PFK Soczi        | Rosja | Premier-Liga     | 18    | 1      |
| 2020/21 | PFK Soczi        | Rosja | Premier-Liga     | 15    | 0      |

## Kariera reprezentacyjna
W reprezentacji Rosji Nowosielcew zadebiutował 31 marca 2015 w zremisowanym 1:1 towarzyskim meczu ze Kazachstanem, rozegranym w Chimki.